# Rick Savage
Richard Savage, conocido más como Rick Savage (Sheffield, Inglaterra, 2 de diciembre de 1960) es el bajista y uno de los fundadores de la banda de hard rock británica Def Leppard. 

## Biografía
La primera banda en la que participó Savage fue Atomic Mass, junto a Pete Willis. Luego de algunas audiciones, se unen a la agrupación el vocalista Joe Elliott y el guitarrista Steve Clark. Atomic Mass se especializaba en realizar versiones de bandas famosas de la época, como Queen, Slade y Deep Purple. A sugerencia del recién ingresado Elliott, la banda cambió de nombre, y pasó a llamarse Def Leppard. Bajo esta denominación, la agrupación ha logrado cosechar cantidad de éxitos a nivel mundial, y Rick ha permanecido inamovible en el seno de la misma.

## Vida personal
Rick Savage se encuentra casado con su esposa Paige. Tienen Tres hijos Jordan, Scott y Tyler.

## Discografía

### Def Leppard
- On Through the Night (1980)
- High 'n' Dry (1981)
- Pyromania (1983)
- Hysteria (1987)
- Adrenalize (1992)
- Retro Active (1993)
- Slang (1996)
- Euphoria (1999)
- X (2002)
- Yeah! (2006)
- Songs from the Sparkle Lounge (2008)
- Mirror Ball – Live & More (2011)
- Def Leppard (2015)

- Datos: Q1143956
- Multimedia: Rick Savage / Q1143956